# سفارة المغرب في قطر
سفارة المغرب في قطر هي أرفع تمثيل دبلوماسي لدولة المغرب لدى قطر. تقع السفارة ب الدوحة العاصمة وهي تهدف لتعزيز المصالح المغربية في قطر.
محمد ستري هو السفير الحالي منذ 14 ديسمبر 2021.

## سفراء المغرب في قطر
| الإسم                   | المنصب | بداية الفترة    | تقديم أوراق الإعتماد | نهاية الفترة   | ملوك المغرب              | أمراء قطر                                 |
| ----------------------- | ------ | --------------- | -------------------- | -------------- | ------------------------ | ----------------------------------------- |
| أحمد بن المليح‘         | سفير   | 1972            | 5 يناير 1972         | 1977           | الحسن الثاني             | خليفة بن حمد آل ثاني                      |
| عباس برادة              |        | 7 مايو 1992     |                      | 20 يوليو 1996  | الحسن الثاني             | خليفة بن حمد آل ثاني/حمد بن خليفة آل ثاني |
| محمد بن العربي الدلائي‘ | سفير   | 5 نوفمبر 1996   | 21 ديسمبر 1996       |                | الحسن الثاني/محمد السادس | خليفة بن حمد آل ثاني/حمد بن خليفة آل ثاني |
| عزيز الحسين             |        | 5 يناير 2001    | 6 فبراير 2001        |                | محمد السادس              | حمد بن خليفة آل ثاني                      |
| عبدالعظيم التبر         | سفير   | 4 فبراير 2003   | 26 مارس 2003         |                | محمد السادس              | حمد بن خليفة آل ثاني/تميم بن حمد آل ثاني  |
| المكى كوان              | سفير   | 6 ديسمبر 2011‘  |                      | 20 سبتمبر 2016 | محمد السادس              | حمد بن خليفة آل ثاني/تميم بن حمد آل ثاني  |
| نبيل زنيبر              | سفير   | 13 أكتوبر 2016‘ | 17 نونبر 2016        | 14 ديسمبر 2021 | محمد السادس              | تميم بن حمد آل ثاني                       |
| محمد ستري               | سفير   | 14 ديسمبر 2021‘ |                      |                | محمد السادس              | تميم بن حمد آل ثاني                       |

## المغاربة المقيمين في قطر
بلغ عدد المغاربة المقيمين في قطر 11.116 شخصًا بحسب الإحصائيات الرسمية لوزارة الشؤون الخارجية والتعاون الدولي لسنة 2018.